# Л’Альбенк
Л’Альбан (фр. L'Albenc) — коммуна во Франции, находится в регионе Рона — Альпы. Департамент коммуны — Изер. Входит в состав кантона Сюд Грезиводан. Округ коммуны — Гренобль.
Код INSEE коммуны — 38004. Население коммуны на 2012 год составляло 1104 человека. Населённый пункт находится на высоте от 170 до 415 метров над уровнем моря. Муниципалитет расположен на расстоянии около 470 км юго-восточнее Парижа, 80 км юго-восточнее Лиона, 23 км западнее Гренобля. Мэр коммуны — M. Ghislaine Zamora, мандат действует на протяжении 2014—2020 годов. В городе родился Жан Габриэль Маршан — дивизионный генерал, участник революционных и наполеоновских войн.
Динамика населения (INSEE):